# 韓朝宗
韓朝宗（？—？），京兆長安人，唐朝政治人物。

## 生平
韓朝宗最早擔任左拾遺。唐睿宗想要下令推廣乞寒胡戲，韓朝宗跟皇帝勸阻。皇帝覺得他的意見很好，就封他為中上考。唐睿宗想要傳位給兒子唐玄宗，韓朝宗與將軍龐承宗勸阻他說：「太子雖然很聰明，但需要一點時間培養品德。」唐睿宗沒有接受。他後來被任命為荊州長史。開元十八年（730年）7月25日，唐玄宗命令範安及與韓朝宗疏濬瀍水與洛水，並設置水門防止水患。
開元二十二年（732年），唐朝在十道設「採訪使」一職，韓朝宗擔任襄州刺史兼山南東道採訪使。襄州南楚的故城長沙有一個井叫做「昭王井」，傳說喝那個井的井水會死，很多人即使沒水喝也不敢喝那個井的水，韓朝宗就寫文章並求神，之後喝那個井的水就沒有事了，大家就改稱那個井為「韓公井」。他想要將孟浩然推薦給朝廷，所以就約他見面，但是孟浩然在約定的那個時間正跟朋友喝酒，沒有赴約。韓朝宗很生氣的走了，孟浩然事後也沒有後悔。開元二十四年（734年），因為放任下屬官員任意課稅，被貶為洪州刺史。在離開襄州時，孟浩然作了一首詩《送韓使君除洪州都曹》送給韓朝宗。
天寶元年（742年），皇帝將韓朝宗召回長安擔任京兆尹。天寶二年（743年）四月，韓朝宗渭水分流，使河水流入金光門，累積成池子，來儲存西市的木材。
開元年間，當韓朝宗擔任按察使時，通州刺史李適之很有能力，韓朝宗特別寫信推薦他，讓他升任秦州都督。到了天寶元年，李適之已經是左相兼兵部尚書。但是因為李適之、韋堅與李林甫、楊慎矜不合，李林甫、楊慎矜找機會讓皇帝殺死韋堅，貶職李適之，與李適之等人友好的韓朝宗也被貶職為高平太守。
開元末年時，有謠言會有戰爭，聰明人應該要躲避戰事，而當時還是京兆尹的韓朝宗聽到了這樣的謠言就在南山建了房子。這件事情後來讓長安尉霍仙奇知道了，告訴了唐玄宗，唐玄宗聽到了很生氣，就命令御史王鉷去告訴他，把他從高平太守再貶為吳興別駕。後來韓朝宗就死於任上。
韓朝宗任官時喜歡提拔後進，曾經推薦崔宗之、嚴武與蔣沇等人於朝廷，受到當時其他人的尊敬。
在張嘉貞當宰相時，曾經推薦還是萬年縣主簿的韓朝宗升職為監察御史。而到了張嘉貞死後十幾年了，韓朝宗擔任京兆尹時，曾經跟皇帝說：「您所用的宰相都很優秀，過世之後，子孫依舊都在朝廷服務，只有張嘉貞晚年的一個兒子，到今天都還沒有當過官。」皇帝聽了就將張嘉貞的兒子召來朝廷，賜名為張延賞，任命他當左內率府兵曹參軍。

## 《太平廣記》中的韓朝宗
宋代編輯的《太平廣記》的第三百八十卷中有提到關於韓朝宗的故事，是出自張鷟所寫的《朝野僉載》中的一個鬼故事。
故事述說天寶年間，擔任萬年縣主簿的韓朝宗曾經因為傳喚一個人，而那個人來遲了，打了他五下，後來送到縣令後又打了他十下。後來那個人因為瘟疫而死亡。那個人死後就在冥司告狀，說韓朝宗害死他。
韓朝宗就被傳喚過去，進了一個黑色的大門，中門前有兩顆梧桐樹。中門邊有一個房間，掛著簾幕。韓朝宗往裡面一看，看見已經死去的御史洪子輿坐在那邊，洪子輿問他說：「韓先生為什麼來這邊？」。韓朝宗說；「我被叫過來，不知道是為了什麼事情。」洪子輿就叫他快點去見長官。韓朝宗穿過屏牆之後看見已經過世的刑部尚書李兤。韓朝宗就拜見李兤，李兤問他：「為什麼要殺那個人？」韓朝宗回答他說：「不是因為我打死他的，縣令打的比我還多，他是因為患了瘟疫死亡的，不是我的過失。」又反問說：「是縣令決定的，為什麼要叫我來呢？」
李兤回答他說：「你沒有事情，可是你也是縣官，照例也要受杖刑。」也打了韓朝宗二十下之後讓他回去。韓朝宗到了很晚才醒過來，脊背上又青又腫，痛的說不出話來，一個月之後才恢復。
後來他在民間巡視的時候，到了京城的南羅城。裡面有一個街坊中的一棟房子，門往南方開，印象中好像是當時被傳喚來並且受杖刑的地方。那棟房子沒有人居住，問其他人，說這是沒有主人的凶宅，沒有人敢住。才知道這是大凶宅，是鬼神居住的地方，他就相信他真的有受過杖刑。

## 家族
父親韩思复，任官至吏部侍郎。孫子韓佽，任官至工部侍郎。